# زنادة (ازنادة)
زنادة هي إحدى مشيخات المملكة المغربية، تتبع جغرافيا لإقليم قلعة السراغنة وإداريًا لازنادة. يقدر عدد سكانها بـ 8830 نسمة حسب الإحصاء الرسمي للسكان والسكنى لسنة 2004.